# George Young (1941)
Pour les articles homonymes, voir George Young (homonymie) et Young.
George Samuel Knatchbull Young, né le 16 juillet 1941 à Oxford, est un homme politique britannique, un (pair à vie).
Young exerce les fonctions de leader des Communes et lord du sceau privé au sein du gouvernement Cameron I de 2010 à 2012. Il est membre du Parlement de 1974 à 2015, et il a été nommé ministre des Transports au cabinet Major de 1995 à 1997.

## Début de carrière
Young est né à Oxford le 16 juillet 1941 de Sir George Peregrine "Gerry" Young et d'Elizabeth Knatchbull-Hugessen. À la mort de son père (Sir Gerry Young CMG), il succède au titre héréditaire de baronnet concédé en 1813 à Sir Samuel Young 1er bart., pour ses services comme amiral de la Royal Navy.
Après une scolarité à l'Eton College, il fut diplôme en philosophie, politique et économie au Christ Church d'Oxford en 1963. Ses premiers engagements politiques datent de cette période universitaire où il assuma plusieurs fonctions de responsabilité au sein de l'association conservatrice de l'université d'Oxford. Après ses études universitaires, il travailla comme cadre à la banque « Hill Samuel », puis au sein du conseil national de développement économique. Il reprit alors ses études afin d'obtenir un maître en philosophie (M.Phil.) de l'université de Surrey.
Élu conseiller de Lambeth en 1967, il siégea au côté de l'ancien premier ministre John Major, mais il perdit son siège en 1971. De 1970 à 1973, il fut conseiller du Greater London Council mais ne se représenta pas, son parti l'ayant sélectionné pour une candidature au Parlement.

## Carrière parlementaire et ministérielle
En 1973, Young devint l'un des élus londonien du parti conservateur aux Communes en battant les travaillistes sortant. De 1976 à 1979, il occupa les fonctions de « Whip » au sein du groupe conservateur et devint sous-secrétaire d'État parlementaire pour la Santé après la victoire de Margaret Thatcher en 1979. De 1981 à 1986, il est sous-secrétaire d'État parlementaire pour l'Environnement.
En 1989, il fut l'un de leader de la révolte contre la « poll tax » au sein du parti conservateur. Après la prise de fonction de John Major comme premier ministre, il fut ministre du logement de 1990 à 1994, secrétaire financier du Trésor de 1994 à 1995 et finalement membre de cabinet comme secrétaire d'État aux Transports de 1995 à 1997.
Après la victoire travailliste, il exerça diverses fonctions au sein du cabinet fantôme conservateur qu'il quitta en 2000 pour se présenter à la speaker de la chambre des Communes. Perçu par de nombreux observateurs comme le favori du scrutin, il fut battu par Michael Martin. Il tenta de nouveau sa chance en 2009 mais fut battu par l'actuel Speaker John Bercow.
Après l'élection des conservateurs-libéraux sous le premier ministre Cameron en 2010, il exerce les fonctions de leader de la chambre des Communes et lord du Sceau Privé jusqu'en 2012.
Après sa retraite du gouvernement Cameron, Sir George (en), étant créé le 29 septembre 2015 en tant que baron Young de Cookham, entre dans la Chambre des lords; le baron Young est depuis 2016 nommé un lord-in-waiting, avant d'être promu secrétaire commercial au Trésor sous la Première ministre Theresa May.